# Padibastet
Usermaatra-Padibastet, o Petubastis (nombre helenizado), fue faraón de la dinastía XXIII del Antiguo Egipto que reinó desde c. 818 a 793 a. C.
Según Julio Africano (copiando a Manetón) fue el primer rey de Tanis. Petubastis gobernó Egipto durante 40 años y durante su reinado se celebró por primera vez una olimpiada. No obstante, según Eusebio de Cesarea gobernó solo durante 25 años, en lugar de 40.
El príncipe "bub" (Bubastis), en el 8.º año del faraón Sheshonq III, se aprovecha de la guerra civil y los conflictos de sucesión para coronarse rey de Leontópolis y hacerse reconocer por Heracleópolis, Menfis y Tebas. Su año más alto fechado es el vigésimo tercero, según la inscripción n.º 29 del nilómetro de Karnak. 
Fue el principal adversario de Takelot II y, más tarde, de Osorkon III, reyes libios del Alto Egipto de la dinastía XXIII tebana. Su llegada al poder provocó en Tebas una prolongada guerra civil, que duró tres décadas, contra las facciones rivales. Cada bando poseyó un linaje de sumos sacerdotes de Amón. Este conflicto se menciona en la célebre crónica del príncipe Osorkon III en Karnak. 
La autoridad de Padibastet fue reconocida en Tebas y los oasis occidentales de desierto de Egipto como revelaron las excavaciones del año 2005 de la Universidad de Columbia.

## Familia
De ascendencia libia, es probable que fuese el hijo de Takelot II, faraón de la dinastía XXII, y hermano de Sheshonq III. Aunque también es posible que fuera hijo de Horsiese I, el sumo sacerdote de Amón en Tebas. Sus hijos fueron: Iuput I, a quien el año 15.º de su reinado lo designó corregente; Pediamón, investido sumo sacerdote de Amón en Tebas en el año 7.º, y Pentiefanj, designado chaty en el año 8.º de su reinado.
Le sucede en el mando Sheshonq IV. 

## Testimonios arqueológicos
Es mencionado varias veces en inscripciones y anales de sumos sacerdotes del templo de Amón en Karnak. En las inscripciones del nilómetro de Karnak. En el gran templo de Dajla, donde se ha encontrado grabado su cartucho.

## Titulatura
| Titulatura | Jeroglífico | Transliteración (transcripción) - traducción - (referencias) |

| G5 |

| G5 |

| SPACE |

| SPACE |

| SPACE |

| SPACE |

| G5 |

| G5 |

| SPACE |

| SPACE |

| SPACE |

| SPACE |

| G16 |

| G16 |

|  |

| G16 |

| G16 |

|  |

| G8 |

| G8 |

|  |

| G8 |

| G8 |

|  |

| N5 | F12 | C10 | i | mn · n | U21 · n |

| N5 | F12 | C10 | i | mn · n | U21 · n |

| N5 | F12 | C10 | i | mn · n | U21 · n |

| N5 | F12 | C10 | i | mn · n | U21 · n |

| N5 | F12 | C10 | i | mn · n | U21 · n |

| N5 | F12 | C10 | i | mn · n | U21 · n |

| N5 | F12 | C10 | i | mn · n | U21 · n |

| N5 | F12 | C10 | i | mn · n | U21 · n |

| N5 | F12 | C10 | i | mn · n | U21 · n |

| N5 | F12 | C10 | i | mn · n | U21 · n |

| N5 | F12 | C10 | i | mn · n | U21 · n |

| N5 | F12 | C10 | i | mn · n | U21 · n |

| N5 | F12 | C10 | i | mn · n | U21 · n |

| N5 | F12 | C10 | i | mn · n | U21 · n |

| N5 | F12 | C10 | i | mn · n | U21 · n |

| N5 | F12 | C10 | i | mn · n | U21 · n |

| i | mn · n · N36 | G40 | X8 | W1 | t · t |

| i | mn · n · N36 | G40 | X8 | W1 | t · t |

| i | mn · n · N36 | G40 | X8 | W1 | t · t |

| i | mn · n · N36 | G40 | X8 | W1 | t · t |

| i | mn · n · N36 | G40 | X8 | W1 | t · t |

| i | mn · n · N36 | G40 | X8 | W1 | t · t |

| i | mn · n · N36 | G40 | X8 | W1 | t · t |

| i | mn · n · N36 | G40 | X8 | W1 | t · t |

| i | mn · n · N36 | G40 | X8 | W1 | t · t |

| i | mn · n · N36 | G40 | X8 | W1 | t · t |

| i | mn · n · N36 | G40 | X8 | W1 | t · t |

| i | mn · n · N36 | G40 | X8 | W1 | t · t |

| i | mn · n · N36 | G40 | X8 | W1 | t · t |

| i | mn · n · N36 | G40 | X8 | W1 | t · t |

| i | mn · n · N36 | G40 | X8 | W1 | t · t |

| i | mn · n · N36 | G40 | X8 | W1 | t · t |

| Predecesor: Dinastía XXII | Faraón Dinastía XXIII | Sucesor: Iuput I - Sheshonq IV |